# Siphocampylus attenuatus
Siphocampylus attenuatus là loài thực vật có hoa trong họ Hoa chuông. Loài này được (C.Presl) A.DC. miêu tả khoa học đầu tiên năm 1839.